# Renzo Vecchiato
Renzo Vecchiato (nacido el 08 de agosto de 1955 (69 años) en Trieste, Italia)  es un exjugador italiano de baloncesto. Con 2.07 de estatura, jugaba en la posición de pívot. 

## Equipos
- 1975-1976  Stella Azzurra Roma
- 1976-1978 Olimpia Milano
- 1978-1979  Stella Azzurra Roma
- 1979-1982 Basket Rimini
- 1982-1987  Auxilium Torino
- 1987-1989  Victorias Libertas Pesaro
- 1989-1991  Pall. Firenze
- 1991-1992 Fortitudo Bologna
- 1992-1994  Libertas Forli